# Метод множителей Лагранжа
Метод множителей Лагранжа — метод нахождения условного экстремума функции {\displaystyle f(x)}, где {\displaystyle x\in \mathbb {R} ^{n}}, относительно {\displaystyle m} ограничений {\displaystyle \varphi _{i}(x)=0}, где {\displaystyle i} меняется от единицы до {\displaystyle m}. Метод множителей Лагранжа широко применяется в теоретической физике, а также для решения задач математического программирования (в частности, линейного программирования).

## Описание метода
- Составим функцию Лагранжа в виде линейной комбинации функции {\displaystyle f} и функций {\displaystyle \varphi _{i}}, взятых с коэффициентами, называемыми множителями Лагранжа — {\displaystyle \lambda _{i}}:

{\displaystyle L(x,\;\lambda )=f(x)+\sum _{i=1}^{m}\lambda _{i}\varphi _{i}(x),}
где {\displaystyle \lambda =(\lambda _{1},\;\ldots ,\;\lambda _{m})}.
- Составим систему из {\displaystyle n+m} уравнений, приравняв к нулю частные производные функции Лагранжа {\displaystyle L(x,\;\lambda )} по {\displaystyle x_{j}} и {\displaystyle \lambda _{i}}.
- Если полученная система имеет решение относительно параметров {\displaystyle x'_{j}} и {\displaystyle \lambda '_{i}}, тогда точка {\displaystyle x'} может быть условным экстремумом, то есть решением исходной задачи. Заметим, что это условие носит необходимый, но не достаточный характер.

## Обоснование
Нижеприведенное обоснование метода множителей Лагранжа не является его строгим доказательством. Оно содержит эвристические рассуждения, помогающие понять геометрический смысл метода.

### Двумерный случай
Пусть требуется найти экстремум функции {\displaystyle f(x,\;y)} при условии, заданном уравнением {\displaystyle \psi (x,\;y)=0}.
Будем считать, что
1) функция {\displaystyle f} непрерывно дифференцируема,
2) функция {\displaystyle \psi } непрерывно дифференцируема, с частными производными, не равными нулю одновременно, то есть уравнение {\displaystyle \psi (x,\;y)=0} задаёт гладкую кривую {\displaystyle S} из обыкновенных точек на плоскости {\displaystyle (x,\;y)}.

3) кривая {\displaystyle S} не проходит через точки, в которых градиент {\displaystyle f} обращается в {\displaystyle 0}.
Нарисуем на плоскости {\displaystyle (x,\;y)} линии уровня функции {\displaystyle f} (то есть кривые {\displaystyle f(x,\;y)=\mathrm {const} }). Из геометрических соображений следует, что точкой (возможно — точками) условного экстремума функции {\displaystyle f} может быть только точка касания кривой {\displaystyle S} и некоторой линии уровня, то есть точкой, в которой касательная к {\displaystyle S} и касательная к этой линии уровня — совпадают. Действительно, если в некоторой точке {\displaystyle (x_{0},\;y_{0})} кривая {\displaystyle S} пересекает линию уровня {\displaystyle f(x_{0},\;y_{0})=C_{0}} трансверсально (то есть под некоторым ненулевым углом), то при движении по кривой {\displaystyle S} из точки {\displaystyle (x_{0},\;y_{0})} можно попасть как на линии уровня, соответствующие значению, большему {\displaystyle C_{0}}, так и на линии уровня, соответствующие значению, меньшему {\displaystyle C_{0}}. Следовательно, такая точка не может быть точкой экстремума.
Тем самым, необходимым условием экстремума в рассматриваемом случае будет совпадение касательных. Чтобы записать его в аналитической форме, заметим, что оно эквивалентно параллельности градиентов функций {\displaystyle f} и {\displaystyle \psi } в данной точке, поскольку вектор градиента перпендикулярен касательной к линии уровня. Это условие выражается в следующей форме:
{\displaystyle \nabla f{\Big |}_{(x_{0},\;y_{0})}=\lambda \cdot \nabla \psi {\Big |}_{(x_{0},\;y_{0})},\qquad \qquad (1)}
где {\displaystyle \lambda } — некоторое число, отличное от нуля, и являющееся множителем Лагранжа.
Рассмотрим теперь функцию Лагранжа , зависящую от {\displaystyle x,\;y} и {\displaystyle \lambda }:
{\displaystyle L(x,\;y,\;\lambda )=f(x,\;y)-\lambda \cdot \psi (x,\;y).}
Необходимым условием её экстремума является равенство нулю градиента {\displaystyle \nabla L(x_{0},\;y_{0},\;\lambda _{0})=0}. В соответствии с правилами дифференцирования оно записывается в виде
{\displaystyle \left\{{\begin{array}{llcc}{\dfrac {\partial f}{\partial x}}{\Big |}_{(x_{0},\;y_{0})}&-\lambda _{0}\cdot {\dfrac {\partial \psi }{\partial x}}{\Big |}_{(x_{0},\;y_{0})}&=&0,\\{\dfrac {\partial f}{\partial y}}{\Big |}_{(x_{0},\;y_{0})}&-\lambda _{0}\cdot {\dfrac {\partial \psi }{\partial y}}{\Big |}_{(x_{0},\;y_{0})}&=&0,\\&-\psi (x_{0},\;y_{0})&=&0.\end{array}}\right.}
В полученной системе первые два уравнения эквивалентны необходимому условию локального экстремума (1), а третье — уравнению {\displaystyle \psi (x,\;y)=0}. Из неё можно найти {\displaystyle (x_{0},\;y_{0},\;\lambda _{0})}. При этом {\displaystyle \lambda _{0}\neq 0}, поскольку в противном случае градиент функции {\displaystyle f} обращается в нуль в точке {\displaystyle (x_{0},\;y_{0})\in S}, что противоречит предположениям.
Замечание. Найденные таким способом точки {\displaystyle (x_{0},\;y_{0})} могут и не являться точками условного экстремума {\displaystyle f} — записанное дифференциальное условие носит необходимый, но не достаточный характер.
Вышеприведённые рассуждения о нахождении условного экстремума с помощью вспомогательной функции {\displaystyle L} составляют
основу метода множителей Лагранжа и обобщаются на случай произвольного числа переменных и уравнений, задающих условия.
На основе метода множителей Лагранжа можно получить достаточные условия условного экстремума, требующие анализа (в простейшем случае) вторых производных функции Лагранжа {\displaystyle L}.

## Применение
- Метод множителей Лагранжа применяется при решении задач нелинейного программирования, возникающих во многих областях (например, в экономике).
- Основной метод решения задачи об оптимизации качества кодирования аудио и видео информации при заданном среднем битрейте (см. Оптимизация искажений[англ.]).
- Метод множителей Лагранжа применяется в статистической физике при выводе распределения Распределение Гиббса ,при этом множители Лагранжа приобретают вполне конкретный физический смысл.